# Germain
Germain je priimek več oseb:
- Georges-Louis Germain, francoski general
- Maxime-Jean-Vincent Germain, francoski general